# Tesorieri degli Stati Uniti d'America
Il tesoriere degli Stati Uniti d'America è un funzionario del dipartimento del Tesoro degli Stati Uniti d'America che fu originalmente incaricato del ricevimento e della custodia dei fondi governativi, sebbene oggi questi compiti si siano divisi tra differenti uffici del dipartimento. Nel 1981 al tesoriere fu affidata la sorveglianza del Bureau of Engraving and Printing e del United States Savings Bonds Division (adesso il "Savings Bond Marketing Office" entro il Bureau of the Public Debt). Dal 2002 il tesoriere è consigliere del direttore della zecca, il direttore del Bureau of Engraving and Printing, il segretario deputato e il segretario del Tesoro sulle questioni relative alla coniazione.

Stemma del dipartimento del Tesoro degli Stati Uniti

Georgia Neese Clark, nel 1949, fu la prima donna ad essere letta.
Da allora il ruolo di tesoriere degli stati uniti d'america è ricoperto soltanto da donne.

## Lista dei tesorieri
| No. | Nome                                         | Ufficio                                                   | Presidenti                                                                                       |
| --- | -------------------------------------------- | --------------------------------------------------------- | ------------------------------------------------------------------------------------------------ |
| 1 | Michael Hillegas                             | 29 luglio 1775 – 11 settembre 1789 (14 anni e 44 giorni)  | George Washington (also served under Confederation Congress)                                     |
| Servì insieme a George Clymer fino al 6 agosto 1776. Il titolo dell'ufficio fu "Treasurer of the United Colonies" fino al maggio 1777. |                                              |                                                           |                                                                                                  |
| 2 | Samuel Meredith                              | 11 settembre 1789 – 1 dicembre 1801 (12 anni e 81 giorni) | George Washington John Adams Thomas Jefferson                                                    |
| 3 | Thomas T. Tucker (served the longest term)   | 1 dicembre 1801 – 2 maggio 1828 (26 anni e 153 giorni)    | Thomas Jefferson James Madison James Monroe John Quincy Adams                                    |
| 33 giorni vacante |                                              |                                                           |                                                                                                  |
| 4 | William Clark                                | 4 giugno 1828 – 26 maggio 1829 (0 anni e 356 giorni)      | John Quincy Adams Andrew Jackson                                                                 |
| 5 | John Campbell                                | 26 maggio 1829 – 20 luglio 1839 (10 anni e 55 giorni)     | Andrew Jackson Martin Van Buren                                                                  |
| 2 giorni vacante |                                              |                                                           |                                                                                                  |
| 6 | William Selden                               | 22 luglio 1839 – 23 novembre 1850 (11 anni e 124 giorni)  | Martin Van Buren William Henry Harrison John Tyler James K. Polk Zachary Taylor Millard Fillmore |
| 4 giorni vacante |                                              |                                                           |                                                                                                  |
| 7 | John Sloane                                  | 27 novembre 1850 – 1 aprile 1853 (2 anni e 125 giorni)    | Millard Fillmore Franklin Pierce                                                                 |
| 3 giorni vacante |                                              |                                                           |                                                                                                  |
| 8 | Samuel L. Casey                              | 4 aprile 1853 – 22 dicembre 1859 (6 anni e 262 giorni)    | Franklin Pierce James Buchanan                                                                   |
| 68 giorni vacante |                                              |                                                           |                                                                                                  |
| 9 | William C. Price                             | 28 febbraio 1860 – 21 marzo 1861 (1 anno e 21 giorni)     | James Buchanan Abraham Lincoln                                                                   |
| 10 | Francis E. Spinner                           | 16 marzo 1861 – 30 luglio 1875 (14 anni e 136 giorni)     | Abraham Lincoln Andrew Johnson Ulysses S. Grant                                                  |
| 11 | John C. New                                  | 30 giugno 1875 – 1 luglio 1876 (1 anno e 1 giorno)        | Ulysses S. Grant                                                                                 |
| 12 | A. U. Wyman                                  | 1 luglio 1876 – 30 giugno 1877 (0 anni e 364 giorni)      | Ulysses S. Grant Rutherford B. Hayes                                                             |
| 13 | James Gilfillan                              | 1 luglio 1877 – 31 marzo 1883 (5 anni e 273 giorni)       | Rutherford B. Hayes James A. Garfield Chester A. Arthur                                          |
| 14 | A. U. Wyman                                  | 1 aprile 1883 – 30 aprile 1885 (2 anni e 29 giorni)       | Chester A. Arthur Grover Cleveland                                                               |
| 15 | Conrad N. Jordan                             | 1 maggio 1885 – 23 marzo 1887 (1 anno e 326 giorni)       | Grover Cleveland                                                                                 |
| 62 giorni vacante |                                              |                                                           |                                                                                                  |
| 16 | James W. Hyatt                               | 24 maggio 1887 – 10 maggio 1889 (1 anno e 351 giorni)     | Grover Cleveland Benjamin Harrison                                                               |
| 17 | James N. Huston                              | 11 maggio 1889 – 24 aprile 1891 (1 anno e 348 giorni)     | Benjamin Harrison                                                                                |
| 18 | Enos H. Nebecker                             | 25 aprile 1891 – 31 maggio 1893 (2 anni e 36 giorni)      | Benjamin Harrison Grover Cleveland                                                               |
| 19 | Daniel N. Morgan                             | 1 giugno 1893 – 30 giugno 1897 (4 anni e 29 giorni)       | Grover Cleveland William McKinley                                                                |
| 20 | Ellis H. Roberts                             | 1 luglio 1897 – 30 giugno 1905 (7 anni e 364 giorni)      | William McKinley Theodore Roosevelt                                                              |
| 21 | Charles H. Treat                             | 1 luglio 1905 – 30 ottobre 1909 (4 anni e 121 giorni)     | Theodore Roosevelt William Howard Taft                                                           |
| 22 | Lee McClung                                  | 1 novembre 1909 – 21 novembre 1912 (3 anni e 20 giorni)   | William Howard Taft                                                                              |
| 23 | Carmi A. Thompson (served the shortest term) | 22 novembre 1912 – 31 marzo 1913 (0 anni e 129 giorni)    | William Howard Taft Woodrow Wilson                                                               |
| 24 | John Burke                                   | 1 aprile 1913 – 5 gennaio 1921 (7 anni e 279 giorni)      | Woodrow Wilson                                                                                   |
| 117 giorni vacante |                                              |                                                           |                                                                                                  |
| 25 | Frank White                                  | 2 maggio 1921 – 1 maggio 1928 (6 anni e 365 giorni)       | Warren Gamaliel Harding Calvin Coolidge                                                          |
| 30 giorni vacante |                                              |                                                           |                                                                                                  |
| 26 | Harold Theodore Tate                         | 31 maggio 1928 – 17 gennaio 1929 (0 anni e 231 giorni)    | Calvin Coolidge                                                                                  |
| 27 | W. O. Woods                                  | 18 gennaio 1929 – 31 maggio 1933 (4 anni e 133 giorni)    | Calvin Coolidge Herbert Hoover Franklin Delano Roosevelt                                         |
| 28 | William Alexander Julian                     | 1 giugno 1933 – 29 maggio 1949 (15 anni e 362 giorni)     | Franklin D. Roosevelt Harry S. Truman                                                            |
| 23 giorni vacante |                                              |                                                           |                                                                                                  |
| 29 | Georgia Neese Clark                          | 21 giugno 1949 – 27 gennaio 1953 (3 anni e 220 giorni)    | Harry S. Truman Dwight D. Eisenhower                                                             |
| 30 | Ivy Baker Priest                             | 28 gennaio 1953 – 29 gennaio 1961 (8 anni e 1 giorno)     | Dwight D. Eisenhower John F. Kennedy                                                             |
| 31 | Elizabeth Rudel Smith                        | 30 gennaio 1961 – 13 aprile 1962 (1 anno e 73 giorni)     | John F. Kennedy                                                                                  |
| 265 giorni vacante |                                              |                                                           |                                                                                                  |
| 32 | Kathryn O'Hay Granahan                       | 3 gennaio 1963 – 22 novembre 1966 (3 anni e 323 giorni)   | John F. Kennedy Lyndon B. Johnson                                                                |
| 898 giorni vacante |                                              |                                                           |                                                                                                  |
| 33 | Dorothy Andrews Elston Kabis                 | 8 maggio 1969 – 3 luglio 1971 (2 anni e 56 giorni)        | Richard Nixon                                                                                    |
| 167 giorni vacante |                                              |                                                           |                                                                                                  |
| 34 | Romana Acosta Bañuelos                       | 17 dicembre 1971 – 14 febbraio 1974 (2 anni e 59 giorni)  | Richard Nixon                                                                                    |
| 127 giorni vacante |                                              |                                                           |                                                                                                  |
| 35 | Francine Irving Neff                         | 21 giugno 1974 – 19 gennaio 1977 (2 anni e 212 giorni)    | Richard Nixon Gerald Ford                                                                        |
| 236 giorni vacante |                                              |                                                           |                                                                                                  |
| 36 | Azie Taylor Morton                           | 12 settembre 1977 – 20 gennaio 1981 (3 anni e 130 giorni) | Jimmy Carter                                                                                     |
| 56 giorni vacante |                                              |                                                           |                                                                                                  |
| 37 | Angela Marie Buchanan                        | 17 marzo 1981 – 5 luglio 1983 (2 anni e 110 giorni)       | Ronald Reagan                                                                                    |
| 79 giorni vacante |                                              |                                                           |                                                                                                  |
| 38 | Katherine D. Ortega                          | 22 settembre 1983 – 1 luglio 1989 (5 anni e 282 giorni)   | Ronald Reagan George H. W. Bush                                                                  |
| 163 giorni vacante |                                              |                                                           |                                                                                                  |
| 39 | Catalina Vasquez Villalpando                 | 11 dicembre 1989 – 20 gennaio 1993 (3 anni e 40 giorni)   | George H. W. Bush                                                                                |
| 405 giorni vacante |                                              |                                                           |                                                                                                  |
| 40 | Mary Ellen Withrow                           | 1 marzo 1994 – 20 gennaio 2001 (6 anni e 325 giorni)      | Bill Clinton                                                                                     |
| 208 giorni vacante |                                              |                                                           |                                                                                                  |
| 41 | Rosario Marin                                | 16 agosto 2001 – 30 giugno 2003 (1 anno e 318 giorni)     | George W. Bush                                                                                   |
| 569 giorni vacante |                                              |                                                           |                                                                                                  |
| 42 | Anna Escobedo Cabral                         | 19 gennaio 2005 – 20 gennaio 2009 (4 anni e 1 giorno)     | George W. Bush                                                                                   |
| 198 giorni vacante |                                              |                                                           |                                                                                                  |
| 43 | Rosa Gumataotao Rios                         | 6 agosto 2009 – 11 luglio 2016 (6 anni e 340 giorni)      | Barack Obama                                                                                     |
| 343 giorni vacante |                                              |                                                           |                                                                                                  |
| 44 | Jovita Carranza                              | 19 giugno 2017 – 14 gennaio 2020 (2 anni e 209 giorni)    | Donald Trump                                                                                     |
| 972 giorni vacante |                                              |                                                           |                                                                                                  |
| 45 | Marilynn Malerba                             | 12 settembre 2022 – presente (2 anni e 182 giorni)        | Joe Biden                                                                                        |

Dal 1950, il ruolo di tesoriere è stato vacante per 4 686 giorni (più di dodici anni).